# Manania
Manania is een geslacht van neteldieren uit de familie van de Haliclystidae. 

## Soorten
- Manania atlantica (Berrill, 1962)
- Manania auricula (Fabricius, 1780)
- Manania distincta (Kishinouye, 1910)
- Manania gwilliami Larson & Fautin, 1989
- Manania handi Larson & Fautin, 1989
- Manania hexaradiata (Broch, 1907)
- Manania uchidai (Naumov, 1961)